# David Toledo
José David Toledo Bosques, (Juchitán, Oaxaca, 18 de abril de 1982) es un exfutbolista mexicano, que se desempeñaba como lateral por derecha o mediocampista.
Debutó en la Primera División de México con UNAM y se retiró con Alebrijes de Oaxaca en la Liga de Ascenso de México.

## Trayectoria
Inició jugando en el equipo de Guacamayos FC, equipo de fútbol de su ciudad natal donde se integró en 1990 a la edad de 8 años de mediocampista o delantero teniendo sobresalientes actuaciones, en 1993 fue llamado a la selección de su estado donde de ahí, estaba el jefe de las Fuerzas Básicas de UNAM, donde lo vieron y fue invitado a jugar en Pumas, se integró a las fuerzas básicas en 1997 jugando en la categorías Sub-15 y Sub-17, sus grandes actuaciones lo llevaron al primer equipo para el Invierno 2001.

### Pumas
Debutó el 21 de octubre de 2001, enfrentando a los Reboceros de La Piedad en el Estadio Olímpico Universitario, en partido correspondiente a la Jornada 14 del Invierno 2001; los Pumas ganaron 2-1.
Conquistó dos títulos de Liga y la Copa Campeón de Campeones 2003-04, así como el Trofeo Santiago Bernabéu, bajo la dirección técnica de Hugo Sánchez.

### Altamira
Participó con Estudiantes de Altamira en la Primera División 'A' en el Clausura 2005.

### Pumas (Segunda etapa)
Jugó con los Pumas de la UNAM durante las Temporadas 2005-2006 y 2006-2007, aunque encontró mayor regularidad con Pumas Morelos, filial de UNAM en la Primera División 'A'.

### Atlante
A petición del técnico José Guadalupe Cruz, Toledo jugó con los Potros de Hierro del Atlante la Temporada 2007-2008. Al concluir el Apertura 2007, el Atlante ocupó la tercera posición de la tabla general al realizar 33 puntos. En la liguilla, vencieron en 4tos. de final a Cruz Azul y en semifinales a las Chivas Rayadas del Guadalajara; en la final, derrotó a UNAM por marcador global de 2-1, logrando así el tercer campeonato de Liga MX en su historia (no eran campeones desde la Temporada 1992-1993).

### Pumas (Tercera etapa)
Después de estar un año con los Potros de Hierro, regresó a Pumas.
En el Clausura 2009, Toledo fue nuevamente Campeón con UNAM, luego de derrotar en tiempo extra a los Tuzos del Pachuca.

### Tigres UANL
En el draft Apertura 2009, los Tigres de la UANL anunciaron la contratación de Toledo.

### Chiapas
El 3 de diciembre de 2012, Jaguares de Chiapas anunció la incorporación de Toledo al equipo.
Al concluir el Clausura 2013, cuando la franquicia de Jaguares fue trasladada a Querétaro y la de San Luis FC a Chiapas, para que los Naranjas continuaran en el estado, solo Toledo permaneció en Tuxtla Gutiérrez.

### Club Deportivo Guadalajara
En el Draft Apertura 2014, Club Santos Laguna, Club América, Veracruz y Guadalajara, mostraron interés en Toledo, pero finalmente fueron las Chivas Rayadas quiénes se hicieron de sus servicios.

### Puebla
El 10 de junio de 2015, el Club Puebla anunció la llegada de Toledo al equipo. 

### Alebrijes de Oaxaca
En diciembre de 2017, Alebrijes de Oaxaca de la Liga de Ascenso de México, dio a conocer el fichaje de Toledo de cara al Clausura 2018. 

## Clubes
| Club                    | País   | Año           |
| ----------------------- | ------ | ------------- |
| UNAM                    | México | 2001-2004     |
| Estudiantes de Altamira | México | Clausura 2005 |
| UNAM                    | México | 2005-2007     |
| Pumas Morelos (Cárnet)  | México | 2006-2007     |
| Atlante                 | México | 2007-2008     |
| UNAM                    | México | 2008-2009     |
| Pumas Morelos (Cárnet)  | México | Clausura 2009 |
| Tigres                  | México | 2009-2012     |
| Jaguares de Chiapas     | México | 2013-2014     |
| Guadalajara             | México | 2014-2015     |
| Club Puebla             | México | 2015-2017     |
| Alebrijes de Oaxaca     | México | Clausura 2018 |

### Partidos y goles
| Competencia                      | Partidos | Goles |
| -------------------------------- | -------- | ----- |
| Primera División de México       | 337      | 15    |
| Liga de Ascenso de México        | 50       | 6     |
| Copa México                      | 23       | 1     |
| Liga de Campeones de la Concacaf | 11       | 2     |
| Copa Libertadores                | 4        | 0     |
| InterLiga                        | 3        | 0     |
| SuperLiga                        | 1        | 0     |
| Total                            | 429      | 24    |

## Palmarés

### Campeonatos nacionales
| Categoría                  | Título                       | Club        | País   |
| -------------------------- | ---------------------------- | ----------- | ------ |
| Primera División de México | Clausura 2004                | UNAM        | México |
| Primera División de México | Campeón de Campeones 2003-04 | UNAM        | México |
| Primera División de México | Apertura 2004                | UNAM        | México |
| Primera División de México | Apertura 2007                | Atlante     | México |
| Primera División de México | Clausura 2009                | UNAM        | México |
| Primera División de México | Apertura 2011                | Tigres      | México |
| Copa México                | Supercopa de México 2014-15  | Club Puebla | México |

### Otros campeonatos amistosos
| Título                   | Club   | Sede           | Año  |
| ------------------------ | ------ | -------------- | ---- |
| Trofeo Santiago Bernabéu | UNAM   | España         | 2004 |
| SuperLiga Norteamericana | Tigres | Estados Unidos | 2009 |